# Consoante labiodental

Formação de consoante labiodental

As consoantes labiodentais são produzidas pela passagem do ar entre os dentes superiores (articulador passivo) e os lábios inferiores (articulador ativo). Estão classificadas em diferentes  maneiras de articulação, incluindo plosivas, africadas, nasais, fricativas, aproximantes, vibrantes e cliques. Acusticamente, são similares às bilabiais, porém diferem no uso dos dentes superiores.

## Lista de Consoantes
| IPA |                                                   | Exemplo     | Exemplo   | Exemplo     | Exemplo       |
| IPA | Idioma                                            | Ortografia  | IPA       | Significado |               |
| --- | ------------------------------------------------- | ----------- | --------- | ----------- | ------------- |
| p̪   | labiodental plosiva surda                         | Grego       | σάπφειρος | [ˈsap̪firo̞s̠] | 'safira'      |
| b̪   | labiodental plosiva sonora                        | Dinamarquês | véd       | [b̪̆e̝ːˀð̠˕ˠ]   | 'saber'       |
| p̪͡f  | labiodental africada surda                        | Tsonga      | timpfuvu  | [tiɱp̪͡fuβu]  | 'hipopótamos' |
| b̪͡v  | labiodental africada sonora                       | Tsonga      | shilebvu  | [ʃileb̪͡vu]   | 'queixo'      |
| ɱ   | labiodental nasal                                 | Inglês      | symphony  | [ˈsɪɱfəni]  | 'sinfonia'    |
| f   | labiodental fricativa surda                       | Inglês      | fan       | [fæn]       | 'ventilador'  |
| v   | labiodental fricativa sonora                      | Inglês      | van       | [væn]       | 'van'         |
| ʋ   | labiodental aproximante                           | Alemão      | wang      | [ʋɑŋ]       | 'bochecha'    |
| ⱱ   | labiodental vibrante simples                      | Mono        | vwa       | [ⱱa]        | 'enviar'      |
| ʘ̪   | clique labiodental (muitas consoantes diferentes) | Nǁng        | ʘoe       | [k͡ʘ̪oe]      | 'carne'       |

O gráfico IPA oculta as consoantes laterais labiodentais. Isso às vezes é como uma indicação de que tais sons não são possíveis. De fato, as fricativas [f] e [v] costumam ter fluxo de ar lateral, mas nenhuma língua faz distinção pela centralidade, e a alofonia não é perceptível.

## Ocorrências
Os únicos sons labiodentais comuns que ocorrem foneticamente são os fricativos e os aproximantes. O retalho labiodental ocorre foneticamente em mais de uma dúzia de idiomas, mas é restrito geograficamente ao centro e sudeste da África . Com a maioria das outras formas de articulação, a norma são as consoantes bilabiais (que junto com as labiodentais, formam a classe das consoantes labiais).
[ɱ] é bastante comum, mas em todas ou quase todas as línguas em que ocorre, ocorre apenas como um alofone de /m/ antes de consoantes labiodentais como /v/ e /f/. Foi relatado que ocorre foneticamente em um dialeto de Teke, mas afirmações semelhantes no passado se mostraram falsas.

As paradas não são confirmadas como fonemas separados em qualquer idioma. Às vezes, eles são escritos como ȹ ȸ (qp e db ligaduras). Eles também podem ser encontrados na fala de crianças ou como impedimentos de fala.